# Banana Republic
Banana Republic — американский бренд одежды и аксессуаров, принадлежащий американской транснациональной корпорации Gap Inc.
Она была основана в 1978 году Мэлом и Патришей Зиглер и названа «Banana Republic Travel & Safari Clothing Company». Первоначальная концепция компании состояла в том, чтобы продавать одежду, соответствующую теме сафари. В 1983 году бренд Gap купил компанию и сократил название до Banana Republic, а также провел ребрендинг магазинов, чтобы добиться более высокого имиджа.

## История
Бренд был основан Мэлом и Патришей Зиглер в 1978 году. Пара была известна тем, что приобретала интересные предметы одежды, с которыми их связывала их работа, связанная с путешествиями. В результате они открыли магазин в районе Милл-Валли в Северной Калифорнии.
Компания Gap приобрела бренд Banana Republic в 1983 году. Эксцентричные туристические предметы одежды и аксессуары были постепенно заменены на более роскошные и модные, именно ими бренд известен в настоящее время.

## Локации

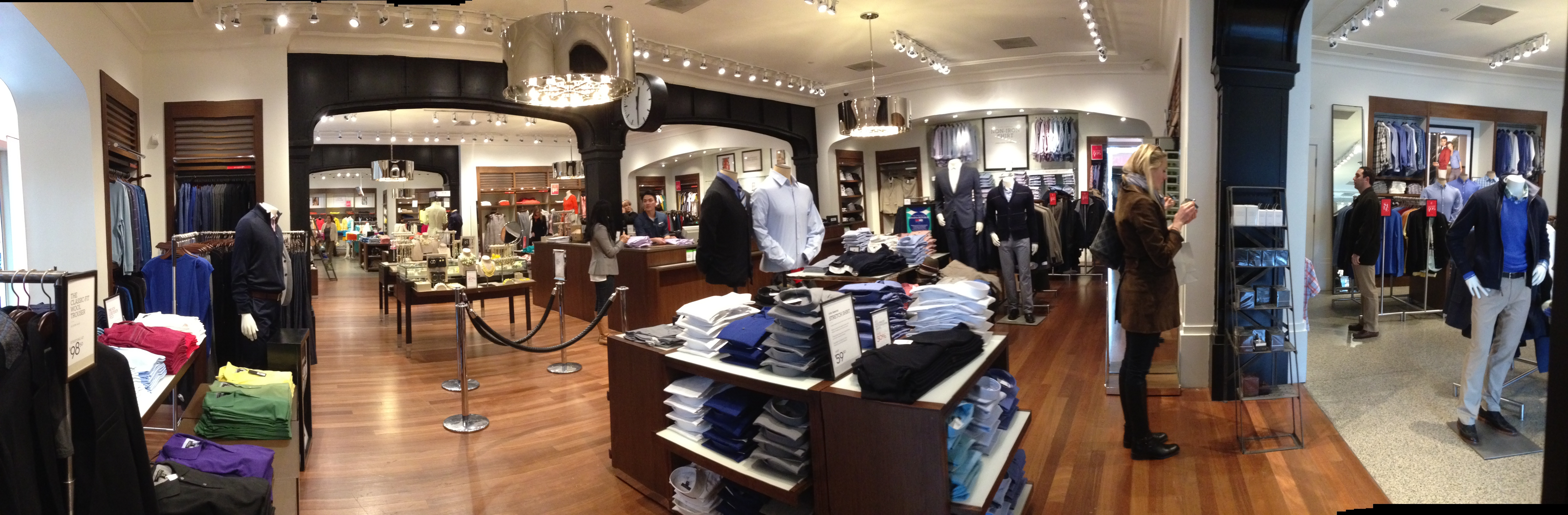
Внутри магазина.

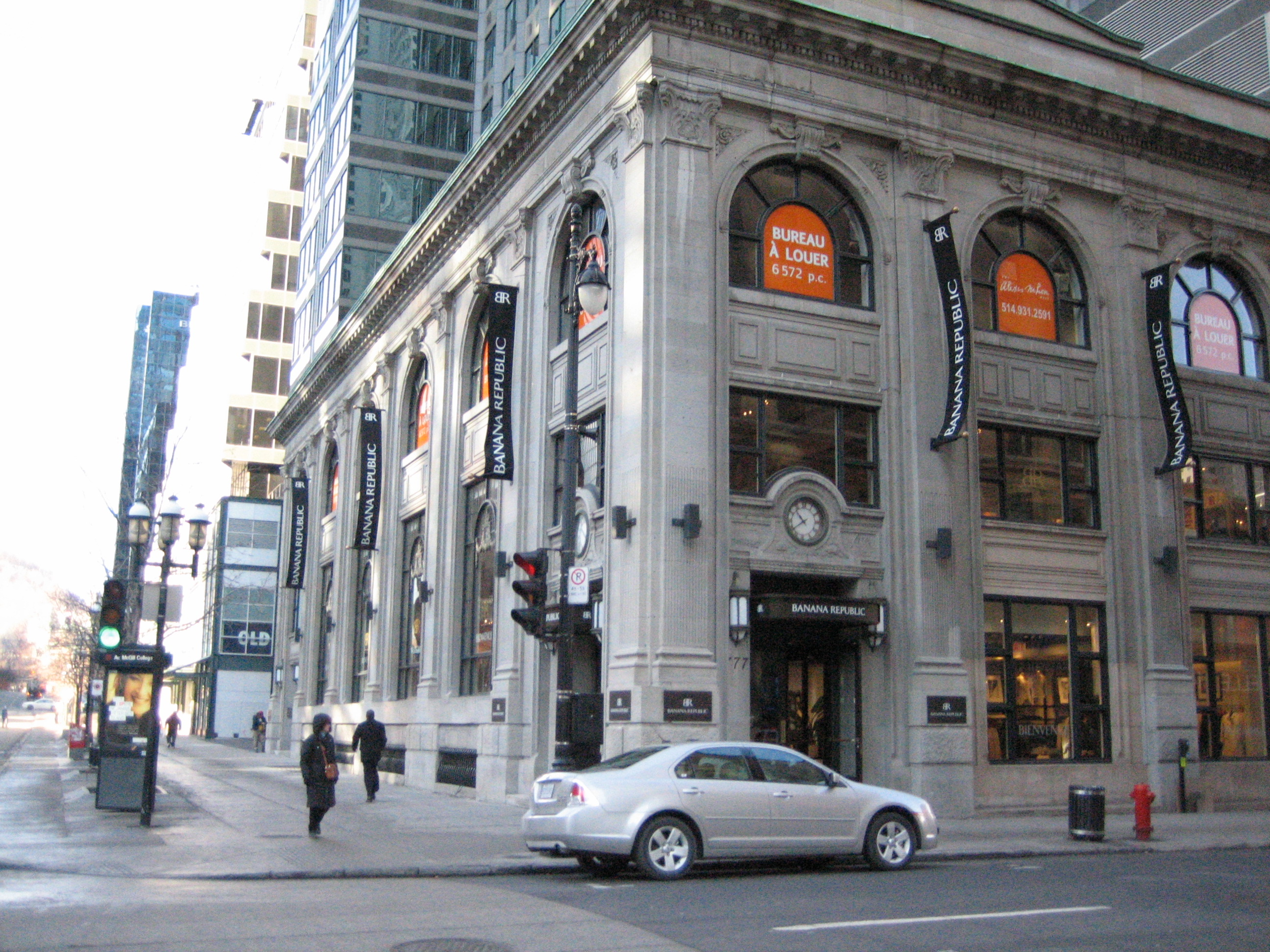
Магазин Banana Republic в Монреале, Квебек.

Компания управляет более чем 500 магазинами Banana Republic в США (включая Пуэрто-Рико), 40 магазинами в Канаде и 61 магазином за пределами Северной Америки. The Gap, Inc. расширяет свои границы с помощью франчайзинговых соглашений для Gap и Banana Republic в Азии, Европе и на Ближнем Востоке. В 2015 году Banana Republic открыла новый магазин на Манхэттене на пересечении Пятой авеню и 18-й улицы.
В 2005 году Banana Republic открыл свой первый магазин за пределами Северной Америки в торговом районе Гиндза в Токио.В августе 2007 года открылся первый магазин Banana Republic в Южной Корее в районе Апкуджон Сеула.
В 2007 году первые магазины Banana Republic открылись в торговом центре Avenue shopping mall в Кувейте, Senayan City в Джакарте, Индонезия и Pavilion Kuala Lumpur в Куала-Лумпуре, Малайзия.
В марте 2008 года открылся первый магазин Banana Republic в Турции в торговом центре Каньон в Стамбуле. К концу 2008 года планировалось открыть ещё несколько магазинов в Анкаре и Измире, чтобы довести общее число магазинов в Турции до шести.
В конце 2008 года магазин Banana Republic открылся в Саудовской Аравии.
В марте 2008 года Banana Republic открыл свой магазин площадью 17 000 квадратных футов (1600 м2) на Риджент-стрит в Лондоне, Англия. А 9 мая 2008 года Banana Republic открыл свой магазин в городе Макати, Филиппины.
В октябре 2016 года Banana Republic объявил, что закрывает все свои магазины в Великобритании к концу года из-за падения продаж. По состоянию на 2017 год компания Banana Republic насчитывала более 700 магазинов.

## Магазины
По состоянию на конец первого квартала 2011 года Banana Republic имела 682 компании или франчайзинговых магазина в 32 странах.
| Северная Америка - США: 538 - Канада: 40 - Мексика: 8 Африка - Марокко: 1 Европа - Россия: 5 - Турция: 2 - Азербайджан: 1 - Франция: 1 - Грузия: 1 - Хорватия: 1 | Азия - Япония: 28 - Республика Корея: 9 - Филиппины: 4 - Индонезия: 3 - Саудовская Аравия: 3 - ОАЭ: 3 - Малайзия: 2 - Бахрейн: 1 - Кувейт: 1 - Катар: 1 - Таиланд: 1 - Вьетнам: 3 | Южная Америка - Чили: 10 - Перу: 2 - Колумбия: 1 - Аргентина: 1 Центральная Америка - Коста-Рика: 1 - Сальвадор: 1 |